# William Walker (avonturier)

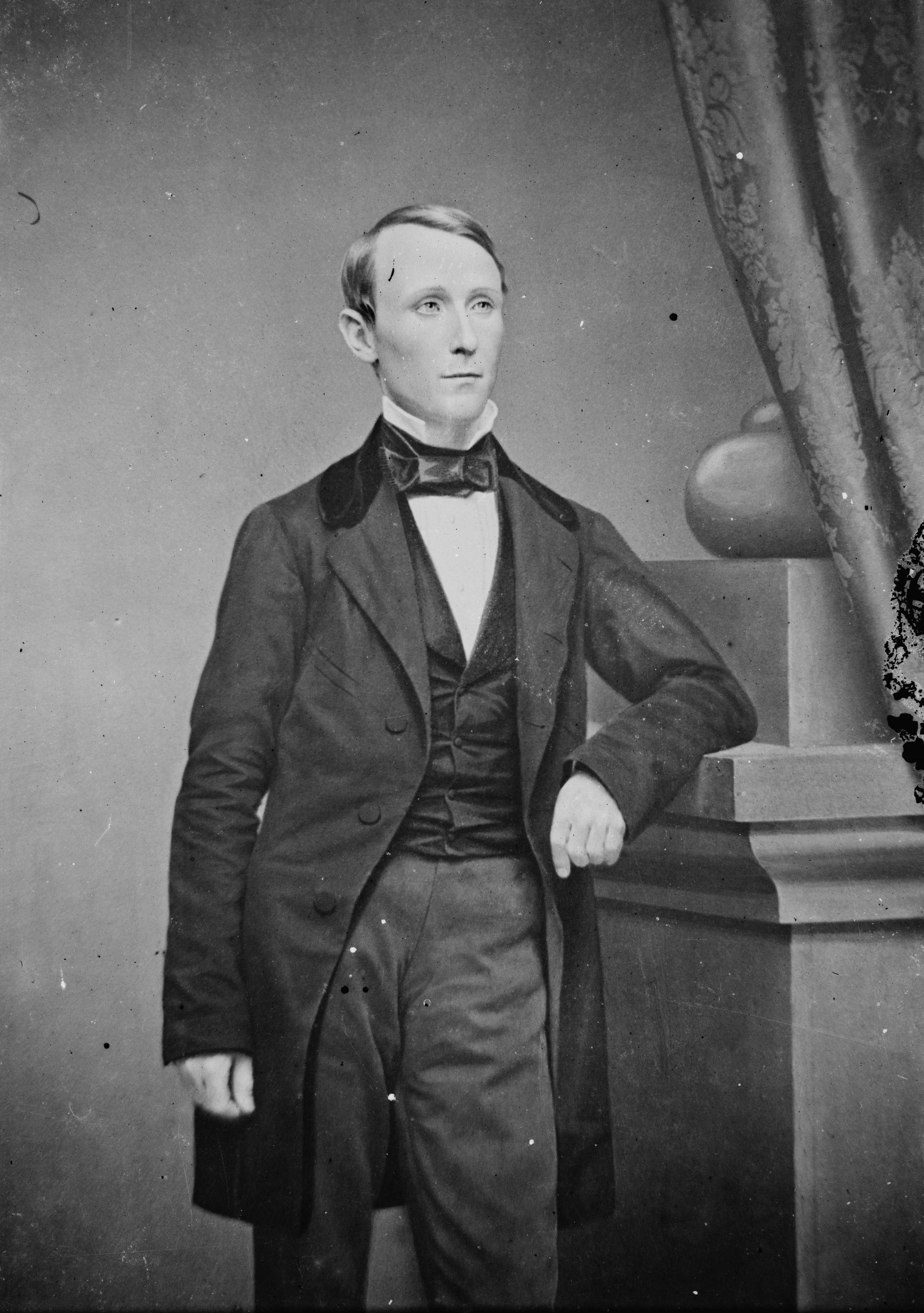
William Walker

William Walker (Nashville (Tennessee), 8 mei 1824 – Trujillo (Honduras), 12 september 1860) was een Amerikaans filibuster en avonturier.
Walker studeerde rechten, werd advocaat en journalist en verzamelde in 1853 een leger van huurlingen om Neder-Californië te veroveren op de Mexicanen. Hij verloor deze slag.
In 1855 beproefde William Walker zijn geluk in Nicaragua: hij viel de toenmalige hoofdstad Granada aan en won de slag, mede doordat hij hulp kreeg van troepen uit het Granada-vijandige León. Hij verklaarde zich tot president van het land, hoewel de oorlog in delen van het land voortging. Onder Walker werd Engels de voertaal van Nicaragua en de slavenhandel werd een bloeiende industrie. Vervolgens wilde hij ook de andere landen in Midden-Amerika veroveren. Deze landen verenigden zich tegen William Walker en zijn volgelingen. In 1857 werd hij verslagen en uitgezet naar de Verenigde Staten.
In 1860 voer William Walker wederom uit met het doel Midden-Amerika te veroveren. Hij landde in Trujillo, waar hij door het Britse leger werd gearresteerd en werd overgedragen aan de regering van Honduras. Hij werd ter dood veroordeeld en op 12 september 1860 in Trujillo terechtgesteld.